# 鹤峰县
29°53′20″N 110°01′29″E / 29.88889°N 110.02472°E
鹤峰县是中国湖北省恩施土家族苗族自治州所辖的一个县。面积2926.3平方公里，常住人口約18万人。

## 历史
鹤峰古称拓溪、容美，又称容阳。清雍正十三年（1735年）“改土归流”始名鹤峰，置散州，属宜昌府。光绪三十年（1904年）升直隶厅，隶属施鹤道，直属湖北布政使司。中华民国元年（1912年），废厅改为鹤峰县，直隶于湖北省。
1980年4月20日成立土家族自治县，仍属恩施行署。1983年8月19日设立鄂西土家族、苗族自治州，同时撤销鹤峰土家族自治县，仍然称鹤峰县。

## 人口
根據第七次人口普查數據，截至2020年11月1日零時，鶴峯縣常住人口為174650人。
2004年，全县人口为21万人。

## 行政区划
鹤峰县下辖5个镇、3个乡、1个民族乡：
走马镇、容美镇、太平镇、燕子镇、中营镇、铁炉白族乡、五里乡、下坪乡和邬阳乡。

## 交通
- 351国道过境。